# UMK 1318

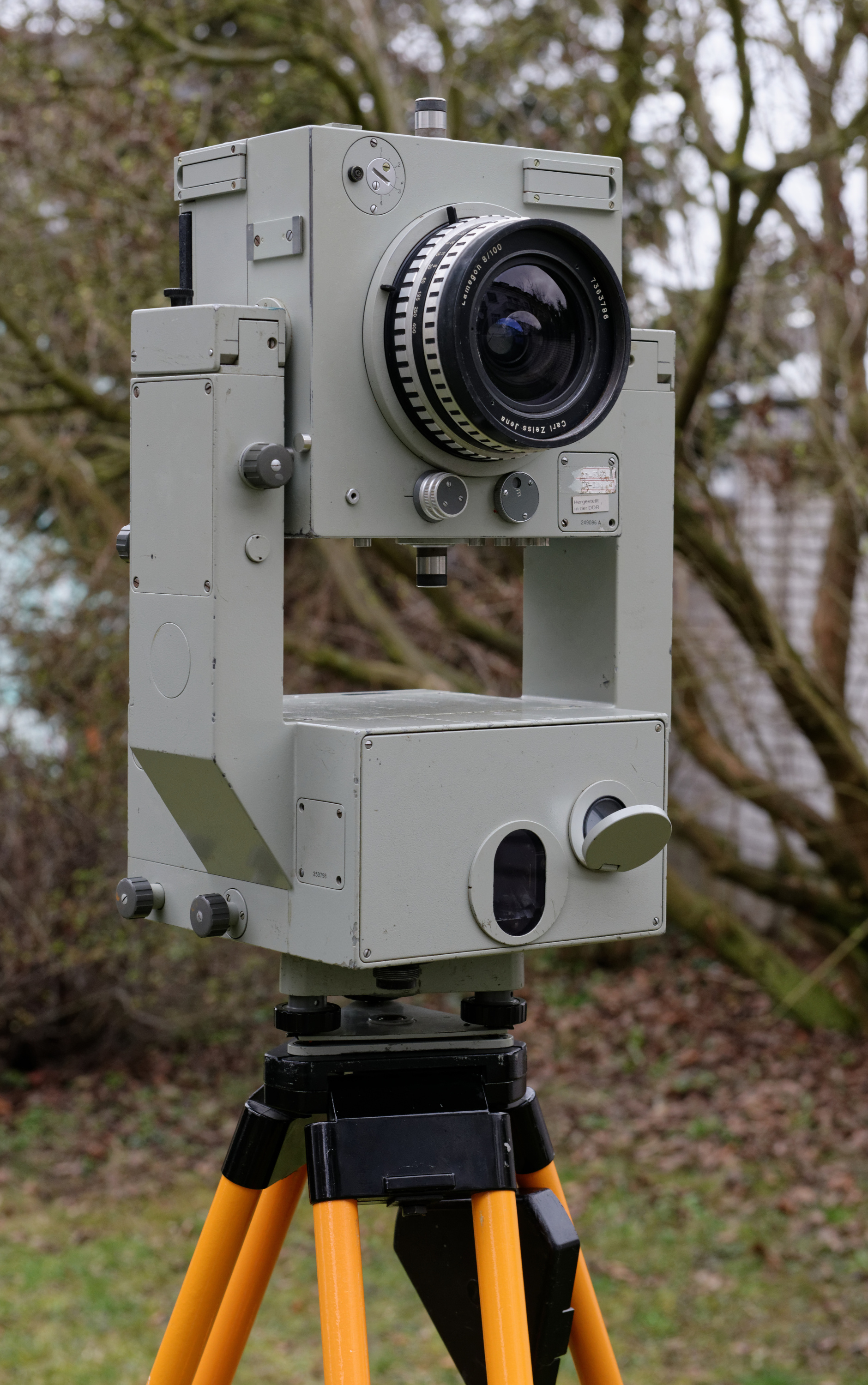
Kamera UMK 10/1318 v orientačním závěsu.

Univerzální měřická kamera UMK 1318 (německy Universalmesskamer) je velkoformátová měřická kamera používaná ve fotogrammetrii. Vyráběla ji firma VEB Carl Zeiss Jena od roku 1969 do začátku 90. let 20. století. Kamera nahradila starší fototeodolit Zeiss Photheo 19/1318, a v mnoha parametrech jej daleko předčila. Kamera byla stavebnicového typu, k dispozici byly objektivy o ohniskových vzdálenostech 65, 100, 200 a 300 milimetru. Kamera mohla být pro pozemní fotogrammetrii umístěna v jednoduchém závěsu, v orientačním zařízení (v této kombinaci přístroj pracoval jako fototeodolit), nebo ve dvojitém závěsu, kdy na jedné montáži byly použity dvě měřické kamery (délka základny 0,32 0,58 nebo 0,84 m). Tato dvojitá montáž se používala v případě, že bylo nutné pořídit oba stereoskopické snímky současně. Dále bylo možno použít vertikální závěs pro leteckou fotogrammetrii. Pro citlivý materiál byly k dispozici kazety na skleněné desky 13 x 18 cm, kazety na ploché filmy 13 x 18 cm nebo kazeta na svitkový film o šířce 19 cm.

## Popis

### Kamera
Kamera je čtvercového tvaru s nosnými čepy na všech čtyřech stranách. Bylo ji tedy možné používat s formátem "na výšku" i "na šířku". na kameru je možné připojit průhledový hledáček a trubicovou libelu pro přesné urovnání sklonu osy kamery. Kamera mohla mít při fotografování osu objektivu vodorovnou, nebo skloněnou v kroku 15°. při použití kazet na desky nebo plochý film v rozsahu – 30° až +90°, při použití zásobníku na svitkový film v rozsahu – 30° až +30°

### Objektivy
První model kamery UMK z roku 1969 byl vybaven širokoúhlým objektivem Lamegon 8/100. Velmi dobře se osvědčil pro blízkou fotogrammetrii. Pro vzdálenější předměty bylo její použití problematické. Proto byly od roku 1979 vyráběny další dva modely s objektivy o ohniskové vzdálenosti 200 mm a 300 mm. Od roku 1983 pak byl vyráběn čtvrtý model se zvláště širokoúhlým objektivem Superlamegon 5,6/64, který byl určen hlavně pro fotografii architektury, především interiérů.
| Kamera       | objektiv            | ohnisková vzdálenost | úhel záběru (úhlopříčně) | zaostřování        | zkreslení |
| ------------ | ------------------- | -------------------- | ------------------------ | ------------------ | --------- |
| UMK 6,5/1318 | Superlamegon 5,6/64 | 64 mm                | 112°                     | fixfokus 8 m       | ± 4 μm    |
| UMK 10/1318  | Lamegon 8/100       | 99 mm                | 87°                      | 1,4 m – ∞ 19 kroků | ± 10 μm   |
| UMK 20/1318  | Lametar 8/200       | 200 mm               | 56°                      | 5,8 m – ∞ 13 kroků | ± 4 μm    |
| UMK 30/1318  | Lametar 11/300      | 300 mm               | 39°                      | fixfokus 50 m      | ± 2 μm    |

Objektiv je osazen ve středové závěrce s časy T, B, 1" – 1/400". Zaostřování není plynulé, ale po krocích, tak aby pro každou zaostřovací vzdáloenost byla přesně známá ohnisková vzdálenost. Zaostřování je rozděleno na zaostřování pro ortochromatický a panchromatický pateriál (bílé značení) a pro infračervený citlivý materiál (červené značení).

### Rám
Rám obsahuje (stejně jako každá jiná měřická kamera) rámové značky, které určují hlavní bod snímku, a mimorámové údaje. Těmi jsou: ohnisková vzdálenost kamery při zaostření na nekonečno, změna ohniskové vzdálenosti v závislosti na zaostření, číslo snímku (01 – 72), označení snímku (A,  AL, AR, B, BL, BR)

### Kazeta s citlivým materiálem
- Jednoduchá kazeta pro skleněné desky (dvě varianty: tloušťka desky 1,5 nebo 3 mm. Ještě v osmdesátých letech 20. století vyráběla firma VEB ORWO pro fotogrammetrické účely ortochromaticky senzibilizované skleněné desky formátu 13 x 18 cm s označením Topo-Platte TO1.
- Jednoduchá kazeta pro plochý film. Je doplněna vývěvou, která přitlačí plochý film na rovnou desku a tím zaručí rovinnost snímku.
- Kazeta na svitkový film. Používal se svitkový film o šířce 19 cm (ten se získal oříznutím filmu o šířce 24 cm). Podle síly filmové podložky se do kazety vešlo 9 – 11 metrů filmu, což umožňovalo nasnímání 60 – 72 měřických snímků. Pro zajištění rovinnosti filmu byla opět použita vývěva.[1]
- V devadesátých letech byl zkonstruován digitální systém UMK – HighScan, formát 13 x 18 cm byl skenován čtyřmi čidly v rozlišení 11.000 x 15.000 pixelů metodou macro-scanning. Velikost datového souboru byla přibližně 200 MB, doba skenování byla 6 minut.[2] Tato metoda byla pokusem využít kameru UMK i pro digitální fotoframmetrii. Čistě digitální kamery ale tuto metodu zcela vytlačily.

### Závěs
Kameru bylo možné použít v několika závěsech:
- Jednoduchý závěs – ten sestává z jednoduché vidlice pro upevnění kamery, upevněné v univerzální trojnožce Zeiss. Používal se především pro pořízení jednotlivých snímků.
- Orientační soustava – v podstatě alhidáda teodolitu s vodorovným děleným kruhem (limbem), vodorovnými ustanovkami a orientačním dalekohledem. Přesnost odečítání vodorovných úhlů bylo stejné, jako u teodolitu Zeiss Theo 020, tedy grádové minuty (1cc). Kombinace kamery UMK a orientační soustavy vznikl fototeodolit.
- Dvojitý závěs – montáž se dvěma kamerami UMK o délce stereoskopické základny 0,32, 0,58 nebo 0,84 m umožňoval pořízení stereoskopického páru měřických snímků současně. Pracoval podobně, jako kamera IMK 10/1318, ale bylo možné systém použít i v terénu.
- Vertikální závěs – umožňoval použití kamery pro sviské měřické snímky.
- Závěs pro leteckou fotogrammetrii – umožňoval použití kamery UMK i v letadle pro leteckou fotogrammetrii. Kamery UMK se ale v této oblasti neprosadily, protože nedosahovaly kvalit specializovaných řadových leteckých kamer.[1]

### Příslušenství
- průhledový hledáček pro přibližnou kompozici snímku.
- matnice (FM rámeček) s Fresnelovou čočkou pro přesnou kompozici snímku.
- filtry: žlutý a červený filtr; pro objektiv Superlamegon 5,6/64 byl dále k dispozici šedý filtr pro kompenzaci vinětace.

### Další odvozené kamery
Pro použití v průmyslové fotogrammetrii byla zkonstruována dvojitá kamera IMK 10/1318 (Industriemesskamer). Kamera byla nepřenosná, určená pro laboratorní účely. Na nosníku byly umístěny dvě měřické kamery s proměnlivou délkou stereoskopické základny od 0,35 do 1,50 m. Kamera byla určena pro snímání na vzdálenost 1,5 až 4,4 metru. Problémem byla nepohyblovost tohoto systému. Proto byl zkonstruován dvojitý závěs pro dvě kamery UMK 10/1318, který bylo možné použít i mimo laboratoř.

## Zpracování měřických snímků
Pro zpracování měřických snímků byly určeny analogové vyhodnocovací přístroje Technokart, Stereometrograf a Topokart, všechny z produkce VEB Carl Zeiss Jena. Zpracování je možné i na jiných analogových přístrojích, jako je například analytický plotter Carl Zeiss Planicomp.

## Použití
Kamera byla požívána pro řešení mnoha úloh, především z oblasti blízké fotogrammetrie:
- mapování nepřístupných lokalit (např. skaní svahy),
- určování objemů (například lomy),
- průmyslová fotogrammetrie (určení přesných rozměrů, případně deformací průmyslových objektů)
- dokumentace stavebních objektů (dokumentace architektury a památkových objektů a předmětů),
- vyhodnocení rovinných deformací objektu (časová základna),
- vyhodnocení prostorových deformací objektu.

## Galerie

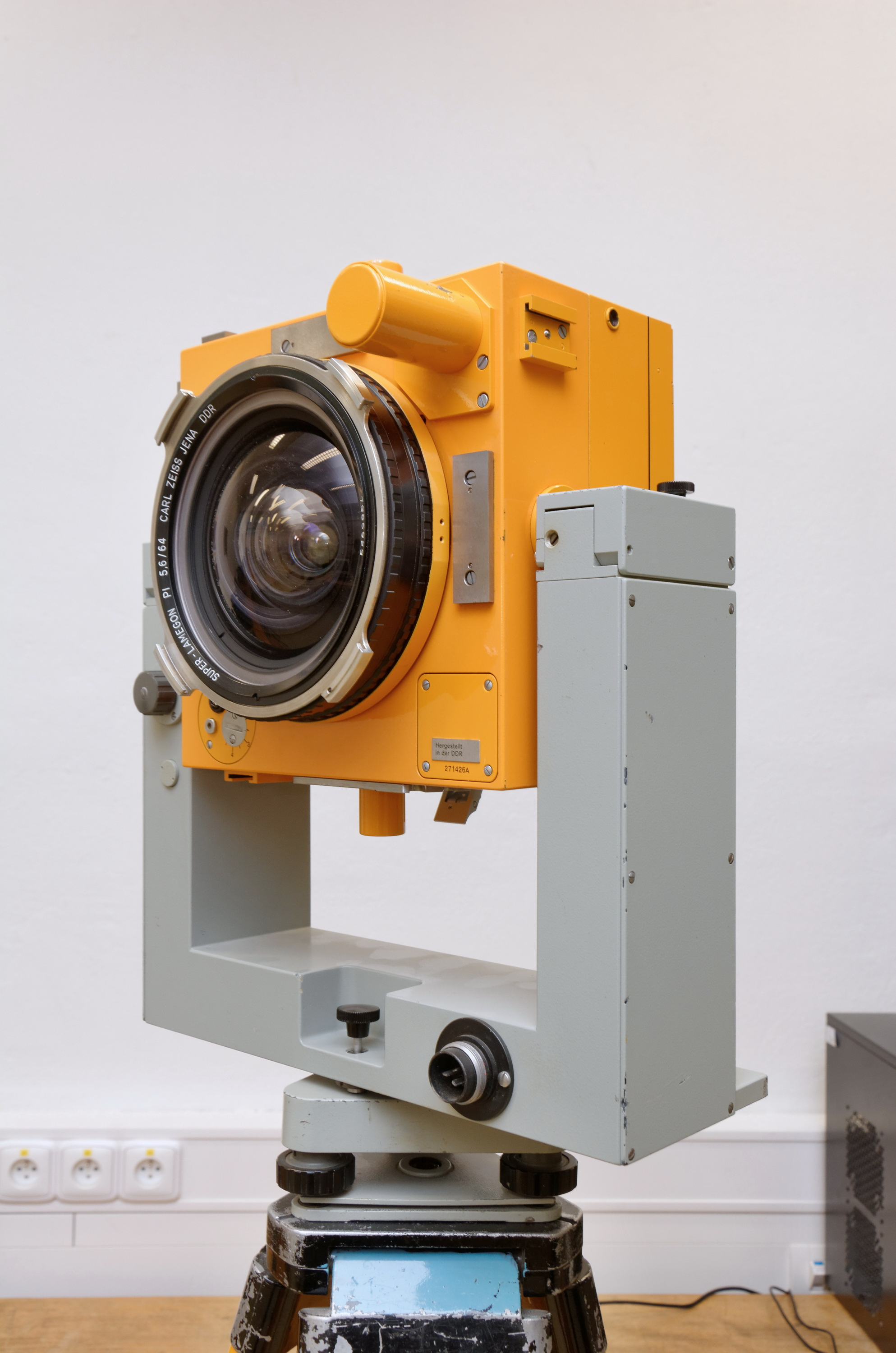
UMK 6,5/1318
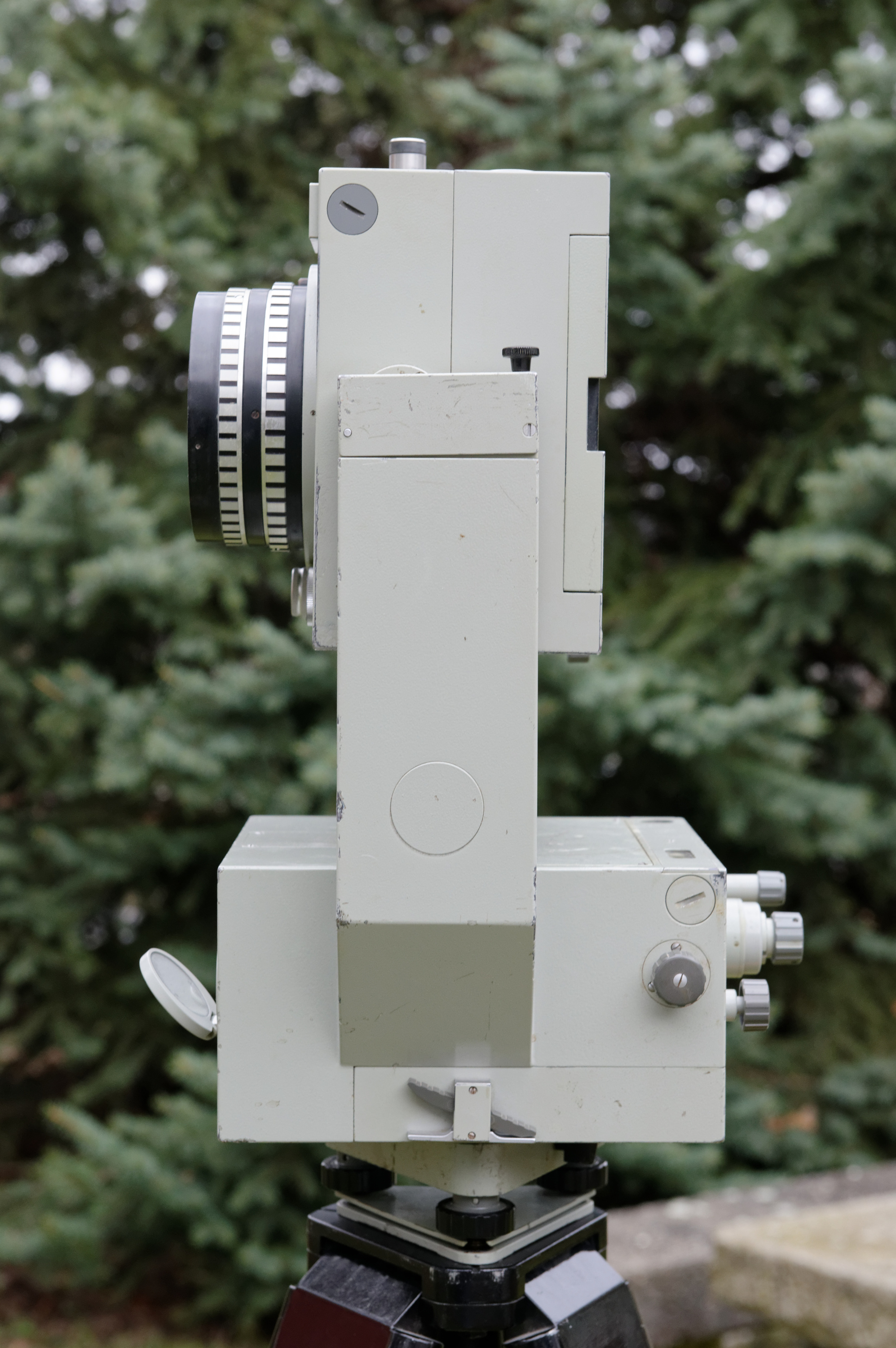
UMK 10/1318
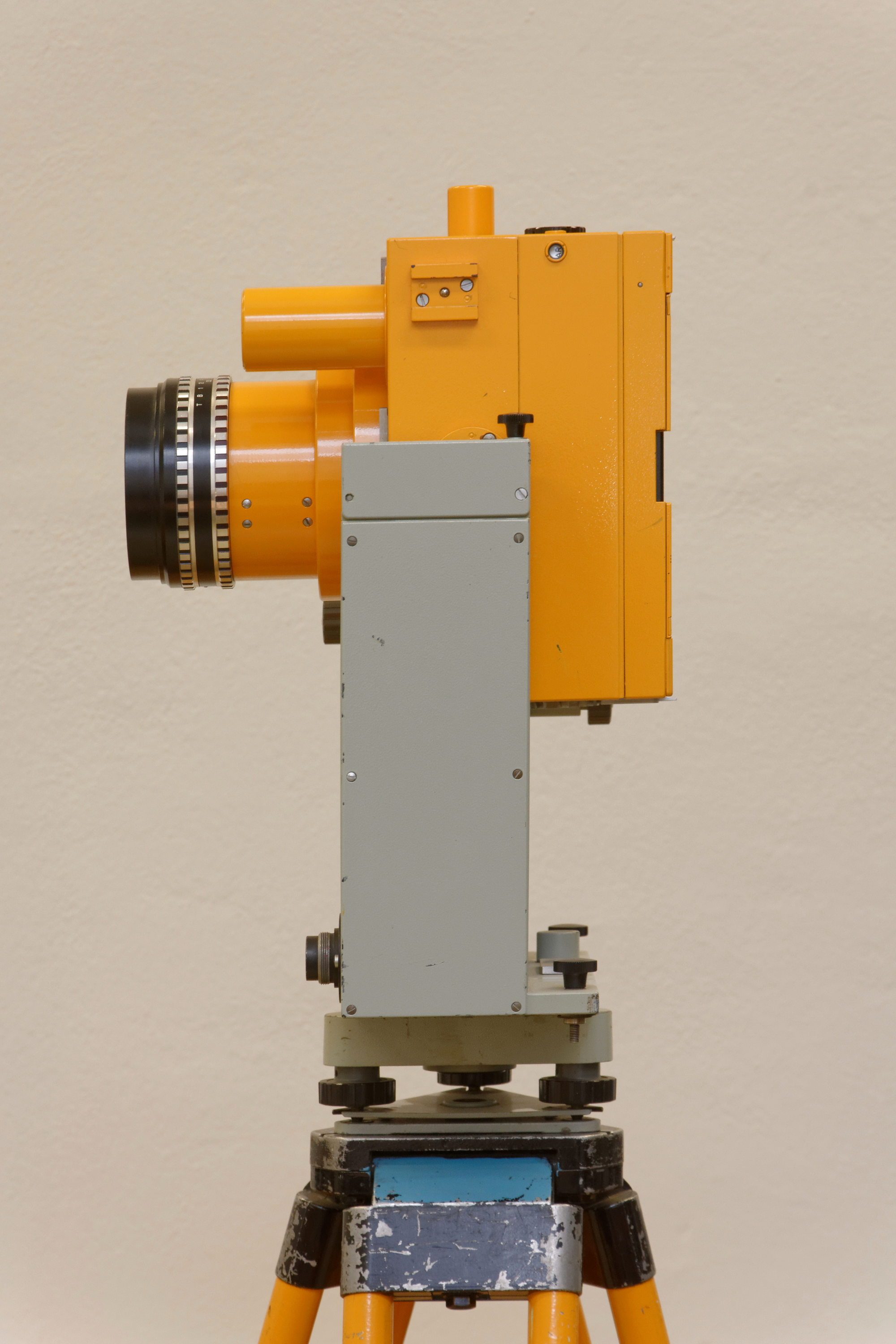
UMK 20/1318
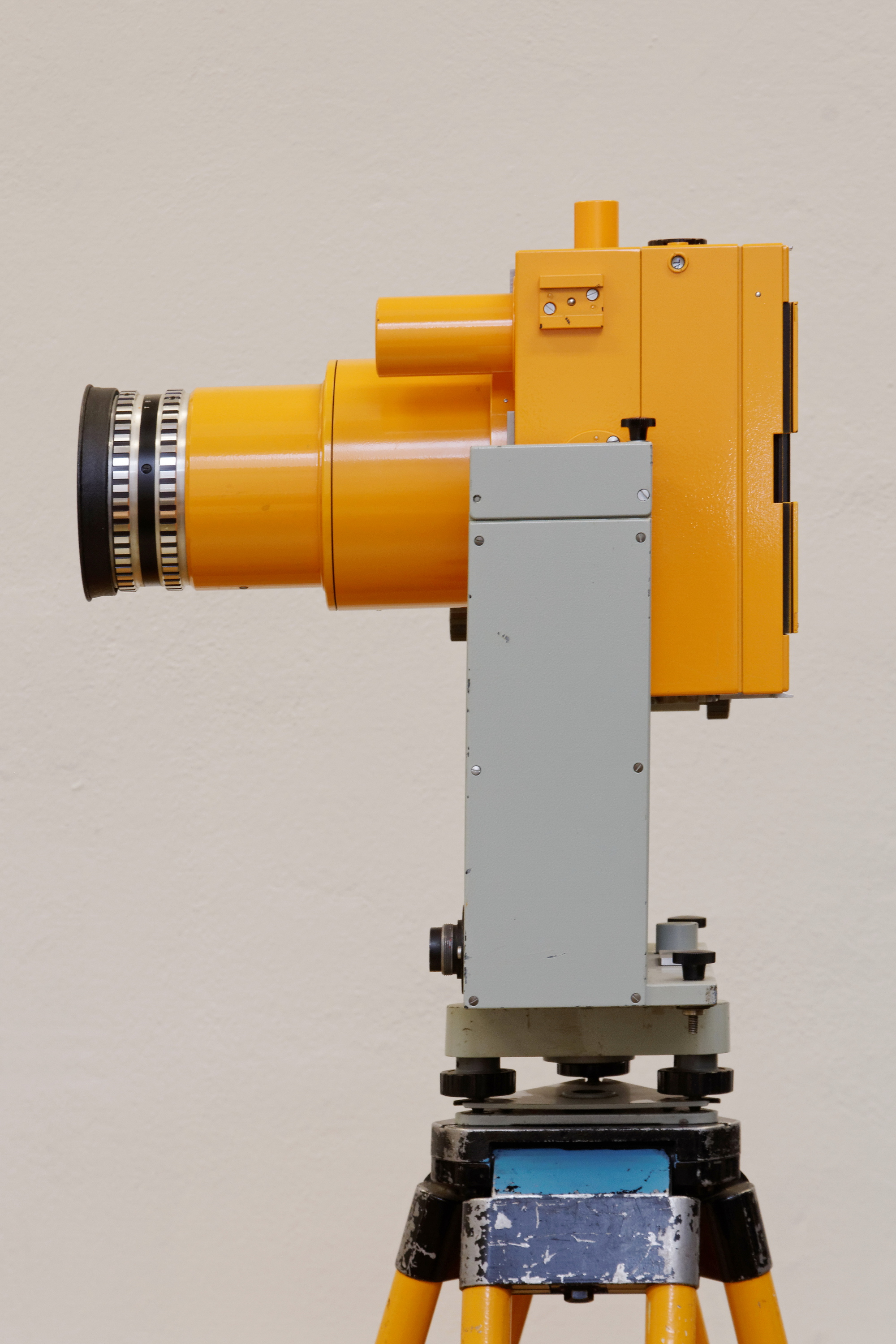
UMK 30/1318